# 大貫照雄
大貫 照雄（おおぬき てるお、1932年4月20日 - ）は、日本の元プロボクサー。栃木県出身。元日本ウェルター級、ミドル級チャンピオン。帝拳ボクシングジム所属。

## 来歴
1952年デビュー。翌1953年、松山照雄との王座決定戦に勝ち日本ウェルター級チャンピオンとなる。初防衛に成功後、1954年羽後武夫に敗れ王座を失うが、すぐに奪還。
1956年には辰巳八郎の持つミドル級王座に挑んで勝利、見事二階級同時制覇を達成したが、3か月後の辰巳との再戦で両タイトルとも失った。

## 通算戦績
32戦18勝（6KO）14敗